# The Gun Packer
Pour plus de détails, voir Fiche technique et Distribution.
The Gun Packer est un film muet américain de John Ford, sorti en 1919.

## Fiche technique
- Titre : The Gun Packer
- Réalisation : John Ford
- Scénario : Karl R. Coolidge
- Photographie : John W. Brown
- Société de production et de distribution : Universal Film Manufacturing Company
- Pays de production : États-Unis
- Langue originale : anglais
- Format : noir et blanc — 35 mm — 1,37:1 — Muet
- Genre : Western
- Durée : 2 bobines
- Date de sortie :
  - États-Unis : 24 mai 1919
- Licence : domaine public

## Distribution
- Ed Jones : Sandy McLoughlin
- Pete Morrison : Pearl Handle Wiley
- Magda Lane : Rose McLoughlin
- Jack Woods : Pecos Smith
- Hoot Gibson : le chef des bandits
- Jack Walters : Brown
- Duke R. Lee : Buck Landers